# نیگنان
نیگنان روستایی است از توابع دهستان علی‌جمال بخش مرکزی شهرستان بشرویه در استان خراسان جنوبی  واقع است. بر اساس سرشماری سال ۱۳۸۵، جمعیت این روستا ۳۳۱ نفر بوده‌است.